# Менцнау
Менцнау (нім. Menznau) — громада  в Швейцарії в кантоні Люцерн, виборчий округ Віллізау.

## Географія
Громада розташована на відстані близько 50 км на схід від Берна, 21 км на захід від Люцерна.
Менцнау має площу 30,3 км², з яких на 6,2% дозволяється будівництво (житлове та будівництво доріг), 58,5% використовуються в сільськогосподарських цілях, 34,4% зайнято лісами, 0,9% не є продуктивними (річки, льодовики або гори).

## Демографія
2019 року в громаді мешкало 2888 осіб (+1,4% порівняно з 2010 роком), іноземців було 10,7%. Густота населення становила 95 осіб/км².
За віковим діапазоном населення розподілялося таким чином: 22,6% — особи молодші 20 років, 60,4% — особи у віці 20—64 років, 17% — особи у віці 65 років та старші. Було 1132 помешкань (у середньому 2,5 особи в помешканні).
Із загальної кількості 1575 працюючих 307 було зайнятих в первинному секторі, 691 — в обробній промисловості, 577 — в галузі послуг.